# Kundle i reszta
Kundle i reszta (Les Jules... Chienne de Vie!) – francuski serial animowany wyprodukowany przez Carrere Group.
Światowa premiera serialu miała miejsce 4 kwietnia 1997 roku na antenie Italia 1. W Polsce premiera serialu odbyła się 21 kwietnia 1998 roku na antenie Canal+. W późniejszym czasie był także emitowany na kanałach TVP1 TVP3 i TV Polonia.

## Fabuła
Serial opowiada o ulicznym życiu psów. Ich problemach i przygodach.

## Bohaterowie
- Dyl
- Rex
- Bubu

## Wersja polska
Opracowanie wersji polskiej: na zlecenie Canal+ – Start International Polska

Reżyseria: Joanna Wizmur

Dialogi polskie:
- Joanna Serafińska
- Magdalena Dwojak
- Dariusz Dunowski
- Barbara Robaczewska
- Bartosz Wierzbięta

Tekst piosenki: Marek Robaczewski

Dźwięk i montaż: Hanna Makowska

Kierownictwo muzyczne: Marek Klimczuk

Kierownik produkcji: Elżbieta Araszkiewicz
W wersji polskiej udział wzięli:
- Piotr Polk – Dyl pierwszy (z łatką przy prawym oku)
- Janusz Zadura – Dyl drugi (z łatką przy lewym oku)
- Krystyna Królówna – Azorowa
- Barbara Szyszko – Brutusowa
- Tomasz Marzecki – Brutus
- Paweł Szczesny – Pułkownik
- Anna Apostolakis – Grosik
- Jerzy Słonka – Rex
- Arkadiusz Jakubik – Golonko
- Sylwester Maciejewski – Pazur
- Mieczysław Gajda – Mucha
- Stefan Każuro – Zadzior
- Anna Gornostaj – Maria Teresa
- Marek Frąckowiak
- Jerzy Mazur
- Adam Bauman
- Joanna Wizmur

i inni
Śpiewali: Jan Janga–Tomaszewski, Piotr Gogol, Sławomir Robakiewicz

Lektor: Piotr Makowski

## Spis odcinków
| Premiera odcinka (Canal+) | N/o | Polski tytuł                      | Francuski tytuł                   |
| ------------------------- | --- | --------------------------------- | --------------------------------- |
|                           |     |                                   |                                   |
| SERIA PIERWSZA            |     |                                   |                                   |
|                           |     |                                   |                                   |
| 21.04.1998                | 01  | Pchły                             | Les puces                         |
|                           |     |                                   |                                   |
| 22.04.1998                | 02  | Testament Dyla                    | Les renards                       |
|                           |     |                                   |                                   |
| 23.04.1998                | 03  | Amatorzy przysmaków śmietnikowych | Casse croute                      |
|                           |     |                                   |                                   |
| 24.04.1998                | 04  | Jak Dyl został gwiazdą            | Jules la star                     |
|                           |     |                                   |                                   |
| 27.04.1998                | 05  | Dom na sprzedaż                   | Immeuble à vendre                 |
|                           |     |                                   |                                   |
| 28.04.1998                | 06  | Głodny jak pies                   | Faim de chien                     |
|                           |     |                                   |                                   |
| 04.05.1998                | 07  | Latarnia                          | Le réverbère                      |
|                           |     |                                   |                                   |
| 06.05.1998                | 08  | Siostrzenica pana Reksa           | La nièce de monsieur Rex          |
|                           |     |                                   |                                   |
| 07.05.1998                | 09  | Sprawa lyońskiej kiełbasy         | L'affaire du saucisson de Lyon    |
|                           |     |                                   |                                   |
| 08.05.1998                | 10  | Psi misz-masz                     | Méli molosse                      |
|                           |     |                                   |                                   |
| 11.05.1998                | 11  | Ostrożny jak tygrys               | Jaloux comme un tigre             |
|                           |     |                                   |                                   |
| 12.05.1998                | 12  | Czas się żenić                    | Pédigrée oblige                   |
|                           |     |                                   |                                   |
| 14.05.1998                | 13  | Stróż                             | Chien de garde                    |
|                           |     |                                   |                                   |
| 15.05.1998                | 14  | Bez dachu nad głową               | Sans niche fixe                   |
|                           |     |                                   |                                   |
| 18.05.1998                | 15  | Nowa lokatorka                    | La nouvelle locataire             |
|                           |     |                                   |                                   |
| 19.05.1998                | 16  | Szczeniak                         | Le loupiot                        |
|                           |     |                                   |                                   |
| 21.05.1998                | 17  | Jak pies z kotem                  | Comme chiens et chats             |
|                           |     |                                   |                                   |
| 25.05.1998                | 18  | Kasa oszczędności psich kości     | Que d'os que d'os                 |
|                           |     |                                   |                                   |
| 26.05.1998                | 19  | Czciciele cielęcego łba           | Les adorateurs de la tete de veau |
|                           |     |                                   |                                   |
| 27.05.1998                | 20  | Dyl na polowaniu                  | Chien de fusil                    |
|                           |     |                                   |                                   |
| 28.05.1998                | 21  | Wielkie porządki                  | Le grand nettoyage                |
|                           |     |                                   |                                   |
| 29.05.1998                | 22  | Puchar hau hau                    | Le trophée Wah-Wah                |
|                           |     |                                   |                                   |
| 01.06.1998                | 23  | Psia piękność                     | Chien de maître                   |
|                           |     |                                   |                                   |
| 02.06.1998                | 24  | Adopcja                           | Le jeu du jumeau                  |
|                           |     |                                   |                                   |
| 04.06.1998                | 25  | Psia Familiada                    | Truffe contre Truffe              |
|                           |     |                                   |                                   |
| 05.06.1998                | 26  | Karaluch                          | Les cafards                       |
|                           |     |                                   |                                   |